# Parapallene arnaudae
Parapallene arnaudae är en havsspindelart som beskrevs av Stock, J.H. 1991. Parapallene arnaudae ingår i släktet Parapallene och familjen Callipallenidae. Inga underarter finns listade i Catalogue of Life.